# Chris Fisher
Chris Fisher (Pasadena, 30 dicembre 1971) è un regista, sceneggiatore e produttore cinematografico statunitense.

## Biografia
Nato a Pasadena ma cresciuto a Newport Beach, Chris Fisher intraprende gli studi di legge e filosofia presso la University of Southern California. Verso la metà degli anni novanta si trasferisce in Inghilterra e lavora a Londra come avvocato.
Tornato negli Stati Uniti, trova impiego come tirocinante presso la prestigiosa agenzia di talenti William Morris Agency. Decide quindi di dedicarsi interamente al mondo del cinema e nel 2001 fonda una sua società di produzione, la Imperial Fish Company con cui subito produce una sua sceneggiatura, il thriller/horror Taboo, diretto da Max Makowski e presentato alle visioni notturne del Sundance Film Festival nel gennaio 2001. Il film, interpretato da Amber Benson e Nick Stahl e distribuito direttamente in DVD l'anno successivo, permette a Fisher di conoscere il produttore Ash R. Shah, con cui collaborerà frequentemente negli anni successivi.
Lo stesso anno, collabora alla produzione di Spun, presentato anche questo al Sundance.
Debutta alla regia con il film Nightstalker, thriller basato sulle gesta del serial killer Richard Ramirez, che terrorizzò la città di Los Angeles nella metà degli anni ottanta. Interpretato da Bret Roberts, il film viene presentato al Sundance ma finisce direttamente nel mercato dell'home entertainment nell'agosto del 2003 riuscendo comunque a ottenere risultati economicamente rispettabili.
Il film successivo, Rampage: The Hillside Strangler Murders è nuovamente basato su fatti reali accaduti a Los Angeles (in questo caso un serial killer che sparse terrore a Hollywood alla fine degli anni settanta). Il film esce in DVD nel gennaio del 2006, in concomitanza con l'uscita in sala del suo terzo film, Dirty - Affari Sporchi, interpretato da Cuba Gooding Jr. e grazie al quale Fisher riceve il consenso di diversi critici (tra cui la rivista Variety).
Successivamente si dedica in modo assiduo alla televisione, dirigendo diversi episodi della serie tv Cold Case e Person of Interest.
S. Darko, sequel del cult Donnie Darko è il suo quarto film.

## Filmografia
- Nightstalker (2002)
- Rampage: The Hillside Strangler Murders (2005)
- Dirty - Affari sporchi (2005)
- Cold Case - Delitti irrisolti (Cold Case) – serie TV, 8 episodi (2007-2010)
- S. Darko (2009)
- La notte non aspetta 2 - Strade violente (Street Kings 2: Motor City) (2011)
- Incontro con il male (Meeting Evil) (2012)
- Warehouse 13 – serie TV, 8 episodi (2010-2014)
- Troy - La caduta di Troia